# 固定物体 (ライフゲーム)

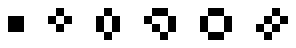
ライフゲームにおける固定物体の例

ライフゲームにおける固定物体（こていぶったい、still life）とは、世代が進んでも同じ状態を保つ物体のことである。
もっとも小さいパターンはブロックとタブの4セルである。また、最も生成確率の高いパターンはブロックである。

## 概要
固定物体の生きているセルはまわりのセルが2つか3つである。また、死んでいるセルはまわりのセルが3つではない。そのため、世代が進んでも形は変化しない。
また、固定物体は対称性を持つものが多い。
周期1の振動子とみなすこともできる。

## Strict と Pseudo
固定物体は、Strict と Pseudo の2種類に分類することができる。
固定物体の中には、空母のように空白のセルによって複数の部分に分割可能なものがある。分割不能なものは Strict である。分割可能なもののうち、各部分またはその組み合わせがすべて固定物体になるように分けることができるものが Pseudo である。そのような組み合わせが存在しなければ Strict である。

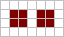
2つのブロック
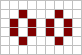
2つの蜂の巣
空母
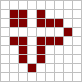
イーター2

上の図のうち、左の2つは Pseudo であり右の2つは Strict である。イーター2のブロックは単独でも固定物体であるが、残りの部分がそうではないので Pseudo にはならない。

## 例
ここに紹介している物体は、8セル以下のStrictの固定物体の一部である。

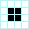
ブロック
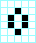
蜂の巣
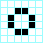
池
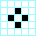
タブ
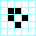
ボート
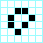
パン
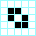
船
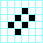
はしけ
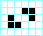
空母
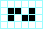
へび
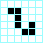
イーター

## 固定物体の数
| セル | Strict  | Pseudo  | 合計    |
| ---- | ------- | ------- | ------- |
| 4    | 2       | 0       | 2       |
| 5    | 1       | 0       | 1       |
| 6    | 5       | 0       | 5       |
| 7    | 4       | 0       | 4       |
| 8    | 9       | 1       | 10      |
| 9    | 10      | 1       | 11      |
| 10   | 25      | 7       | 32      |
| 11   | 46      | 16      | 62      |
| 12   | 121     | 55      | 176     |
| 13   | 240     | 110     | 350     |
| 14   | 619     | 279     | 898     |
| 15   | 1353    | 620     | 1973    |
| 16   | 3286    | 1645    | 4931    |
| 17   | 7773    | 4067    | 11840   |
| 18   | 19044   | 10843   | 29887   |
| 19   | 45759   | 27250   | 73009   |
| 20   | 112243  | 70637   | 182880  |
| 21   | 273188  | 179011  | 452199  |
| 22   | 672172  | 462086  | 1134258 |
| 23   | 1646147 | 1184882 | 2831029 |
| 24   | 4051711 | 3068984 | 7120695 |